# Iwona Massaka
Iwona Agnieszka Massaka (ur. 1968) – polska politolożka, doktor habilitowana nauk humanistycznych wykładająca na Uniwersytecie Mikołaja Kopernika w Toruniu.

## Życiorys
Ukończyła studia na Uniwersytecie Mikołaja Kopernika w Toruniu. W 1999 doktoryzowała się tamże na podstawie pracy Z historii rosyjskiego misjonizmu. Eurazjatyzm (promotor: Andrzej de Lazari). W 2010 habilitowała się na UAM na podstawie monografii Muzyka jako instrument wpływu politycznego. Wykłada jako profesor nadzwyczajna w UMK w Katedrze Hermeneutyki Polityki Wydziału Nauk o Polityce i Bezpieczeństwie; wcześniej w Instytucie Stosunków Międzynarodowych Wydziału Nauk Historycznych. Wypromowała jedną doktorkę.
W zakres jej zainteresowań wchodzą: kultura, mentalność, historia idei, procesów politycznych i społecznych oraz polityki pamięci w Rosji/ZSRR oraz we współczesnym Kazachstanie, socjologia polityki, psychologia polityki, komunikacja społeczna i polityczna, związki sztuki i polityki w kontekście metodologii sterowania społecznego z konsekwencją polityczną.

## Publikacje książkowe
- Eurazjatyzm: z dziejów rosyjskiego misjonizmu, Wrocław: Funna, 2001.
- Muzyka jako instrument wpływu politycznego, Łódź: Ibidem, 2009.
- Symbol w polityce (red.), Toruń: Dom Wydawniczy DUET, 2012.
- Rossijskij velikij skačok (Rosyjski wielki skok) (red.), Łódź: Wydawnictwo Ibidem, 2014.
- Szczegóły. Rzecz o Gruzji, Białystok: Fundacja Sąsiedzi, 2022